# Plasa Podgoria, județul Muscel
Plasa Podgoria a fost o unitate administrativ-teritorială situată în sudul județului Mușcel, delimitată astfel: la nord-vest de plășile Rîurile-Argeșelul, la est de județul Dâmbovița, iar la sud de râul Argeș, care o separa de județul Argeș. În forma sa triunghiulară, această plasă a reunit diverse comune rurale, având o diversitate geografică și economică remarcabilă.

## Istoric și organizare
În secolul al XVIII-lea, Plasa Podgoria includea două subdiviziuni: Plasa Dealului (care cuprindea comunele de la Valea Mare până la Călinești) și Plasa Cârcinovul (comunele de la Cârcinov până la Glîmbocata).
La sfârșitul secolului al XIX-lea, Plasa Podgoria era compusă din 46 de cătune grupate în 17 comune: Valea Mare, Ștefănești, Golești, Văleni, Vrănești, Gorganul, Călinești, Topoloveni, Golești-Badei, Leurdeni, Ciulnița, Budișteni, Glîmbocelul, Țigănești, Priboeni, Beleți și Dobrești. Reședința plășii era la Golești.

## Hidrografie și relief
Râul Argeș udă partea de sud a plășii, contribuind la fertilitatea solului. De la nord la sud, plasa este traversată de văile râurilor Valea Mare, Vrănești, Cârcinovul, Gorgani și Glîmbocelul, toate vărsându-se în Argeș pe malul stâng.
Partea de nord a plășii este predominant deluroasă, cu pante abrupte, iar în est relieful devine mai accidentat, în special în zona comunei Dobrești. De asemenea, zonele sudice sunt acoperite de păduri și livezi.

## Economia locală
Plasa era recunoscută pentru producția agricolă și viticolă. Se cultivau cereale și se îngrijeau vii întinse, producând un vin renumit, menționat încă din secolul al XVII-lea de Patriarhul Macarie al Antiohiei. Dealurile din apropierea Piteștiului erau faimoase pentru viile lor, iar culesul strugurilor era un prilej de sărbătoare locală.

## Infrastructură și transport
Plasa Podgoria era străbătută de calea ferată București-Pitești, cu stații în Leurdeni, Golești și Florica. De la Golești, linia ferată se bifurca spre nord, către Câmpulung, și spre vest, către Pitești. Șoseaua națională București-Pitești traversa partea de sud a plășii, fiind conectată de o rețea de drumuri comunale.

## Populație și viața socială
La finalul secolului al XIX-lea, populația plășii era de 20.376 locuitori, toți români. Locuitorii se ocupau în principal cu agricultura, viticultura și meșteșugurile. Plasa avea 35 de biserici și fiecare comună dispunea de cel puțin o școală rurală mixtă.

## Importanța istorică
Plasa Podgoria ilustrează diversitatea și bogăția vieții rurale din zona de sud a județului Mușcel. Îmbinând relieful variat, agricultura prosperă și tradițiile culturale, această plasă a fost un punct central al regiunii, conectat prin drumuri și căi ferate, cu o economie locală bine dezvoltată.